# Mark Avery
Mark Ian Avery (* 29. März 1958 in Bristol) ist ein britischer Sachbuchautor, Blogger und Naturschützer.

## Leben
Mark Avery ist der Sohn von Charles und Megan Avery. Im Sommer 1976 war er Wärter im St. Cyrus National Nature Reserve. Nach der Absolvierung der Bristol Grammar School studierte er am Downing College der University of Cambridge, wo er 1979 den Bachelor of Arts in Applied Biology und 1981 den Master of Arts erlangte. 1983 wurde er mit einer Dissertation über die Winteraktivität der Zwergfledermäuse (Pipistrellus) zum Ph.D. an der University of Aberdeen promoviert. Von 1984 bis 1985 war er Forschungsmitarbeiter des Natural Environment Research Council (NERC) beim Edward Grey Institute (EGI) an der zoologischen Abteilung der University of Oxford. 1986 war er wissenschaftlicher Mitarbeiter bei der Forstwirtschaftskommission. Von 1986 bis 1991 war er zunächst Forschungsbiologe und anschließend leitender Forschungsbiologe bei der Royal Society for the Protection of Birds. Von 1998 bis 2011 war er Naturschutzdirektor bei der Royal Society for the Protection of Birds. Von 2010 bis 2012 war er Direktor des Freshwater Habitats Trust. Seit 2017 ist er Direktor des World Land Trust.
Neben mehreren Büchern, darunter ein Werk über die Wandertaube, veröffentlichte Avery zahlreiche wissenschaftliche Beiträge in den Zeitschriften Ibis, Journal of Animal Ecology, Journal of Applied Ecology, New Scientist und Nature.
Seit 2010 hat er bei der britischen Tageszeitung The Guardian einen Umwelt-Blog.
1985 heiratete Avery Rosemary Cockerill. Aus dieser Ehe gingen ein Sohn und eine Tochter hervor.

## Schriften (Auswahl)
- Birds and Forestry (mit Roderick Leslie), 1990, ISBN 978-0-85661-058-5
- Forest Bird Communities A review of the ecology and management  of forest bird communities in relation to silvicultural practices in the British upland, 1990, ISBN 0-85538-237-6
- Blogging the Nature, 2011
- Fighting for Birds: 25 years in nature conservation, 2012
- A Message from Martha: The Extinction of the Passenger Pigeon and its Relevance Today, Bloomsbury, 2014, ISBN 978-1-4729-0625-0
- Inglorious: Conflict in the Uplands, 2015
- Behind the Binoculars: Interviews with acclaimed birdwatchers, 2015, ISBN 978-1-78427-050-6
- Remarkable Birds, 2016
- Behind more Binoculars: Interviews with Acclaimed Birdwatchers, 2017